# 太陽神試煉
《太陽神試煉》（The Trials of Apollo）是美國作家雷克·萊爾頓的系列奇幻文學作品，系列連載至5集。本系列是《混血營英雄》的續集。

## 簡介
阿波羅被宙斯第三次變成凡人，變成一個滿臉痘痘的16歲凡人，還有個怪名字：萊斯特．巴帕多普洛斯。他遇到一個穿著紅黃綠衣服(紅綠燈套裝)，叫梅格的半人半神，他們一起去混血營，並且發現有三個邪惡的羅馬皇帝想控制所有神諭——德爾菲、多多納樹林、特洛佛尼烏的洞穴、希蘿菲爾、西卜林書。而且德爾菲已經被阿波羅最大的敵人——巨蛇匹松給佔領了。他要還原那五個古老神諭，並打敗羅馬皇帝(三巨頭公司)和巨蛇匹松。

## 角色
萊斯特．巴帕多普洛斯/阿波羅（Lester Papadopoulos/Apollo）：
被宙斯貶為凡人。要找回及復原神諭才能返回奧林匹克山。
梅格（Meg McCaffrey）：
十二歲的半人半神，農業女神秋密特之女。勇敢和霸道。成為萊斯特的主人。